# Isabel Rodríguez García

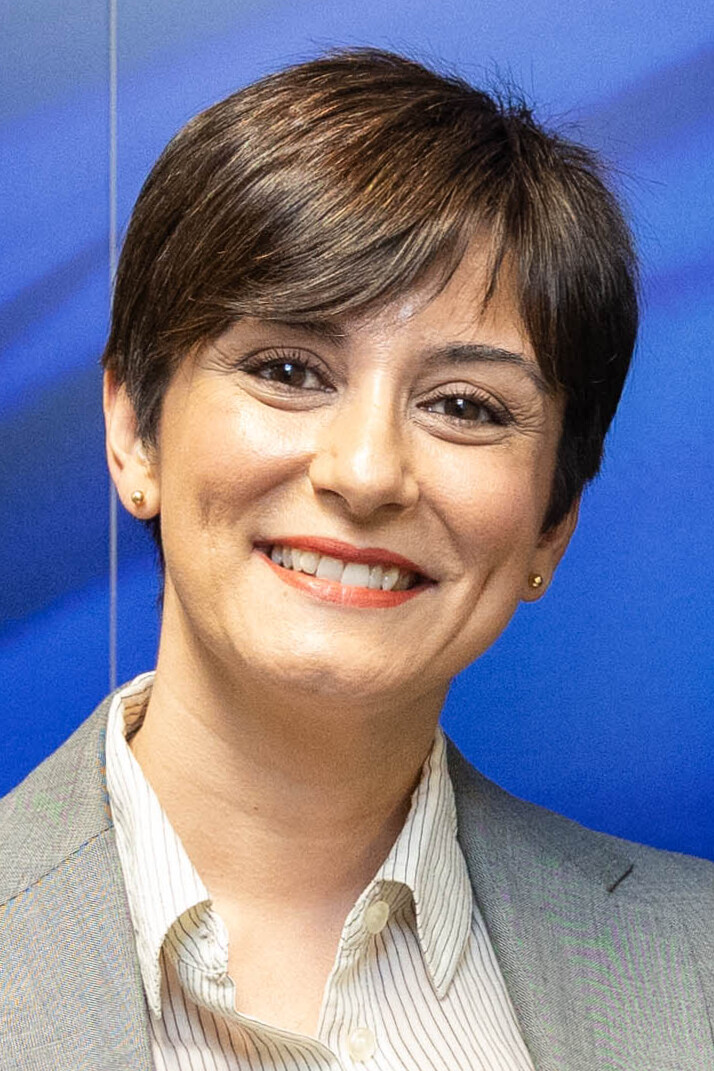
Isabel Rodríguez García (2025)

Isabel Rodríguez García (* 5. Juni 1981 in Abenójar) ist eine spanische Politikerin der PSOE. Seit dem 21. November 2023 ist sie Ministerin für Wohnungsbau und städtische Agenda im Kabinett Sanchez III. Zuvor war sie vom 12. Juli 2021 bis zum 21. November 2023 Ministerin für Regionalpolitik und Regierungssprecherin im Kabinett Sanchez II. 

## Biografie
Geboren wurde Rodriguez am 5. Juni 1981 in Abenójar (Provinz Ciudad Real).  Im Alter von 15 Jahren wurde sie Mitglied der Sozialistischen Jugend. Sie erwarb ein Lizentiat in Rechtswissenschaften von der Universität Kastilien-La Mancha.
Bei den spanischen Parlamentswahlen 2004 erhielt sie ein Abgeordnetenmandat und wurde somit das jüngste weibliche Mitglied des Senat aller Zeiten.
2007 wurde Rodríguez zur Ministerin für Jugend und 2008 zur Sprecherin in der Regionalregierung von Kastilien-La Mancha ernannt.
Sie kandidierte bei den Parlamentswahlen 2011, 2015 und 2016 jeweils erfolgreich für das Abgeordnetenhaus. 
Vom 15. Juni 2019 bis zu ihrer Berufung zur Ministerin war sie Bürgermeisterin von Puertollano.
Bei einer Kabinettsumbildung der Zentralregierung durch Ministerpräsident Pedro Sánchez wurde sie am 12. Juli 2021 Ministerin für Regionalpolitik und Sprecherin der Regierung.